# Симкин, Ефим Давидович
Ефим Давидович Симкин (1915, Киев — 2001) — советский и российский живописец.
Заслуженный художник РСФСР (1986). Член Московского Союза художников.

## Биография
В 1940—1941 годах учился в Институте повышения квалификации художников в Москве у Л. Ю. Крамаренко.
Участник Великой Отечественной войны. В 1941—1945 гг. — на фронте воевал в звании сержанта в составе 226-й стрелковой дивизии под Сталинградом, был наводчиком противотанковой пушки.

## Творчество
Тема войны занимает главное место в творчестве Е. Симкина.
Многие его работы отражают ужасы войны, смерть, страх. Но особо точно художник подмечает способность человека радоваться в нечеловеческих условиях. Умение не забыть плохое, но пережить и жить дальше, надеясь на лучшее, вот что ценно. Сцены мирной жизни полны прекрасного в обыденном. Его автопортрет, полный света и надежды, очень точно передает взгляд художника на мир.

## Основные произведения
- «Землянка»,
- «Подбирают раненых» (обе — 1972),
- «Думы о войне» (1977),
- «Бабий Яр» (1979),
- «Сталинград»,
- «Перед расстрелом в Бабьем Яру» (обе — 1980);

В 1977—1979 годах создал большую четырехчастную картину «Реквием по Моцарту», в 1985 — «Дон Кихот. Ужасы войны», в 1992 — «Исход», в 1995 — «Холокост. Жертвам войны».
Е. Симкину присущи психологизм портретов («Портрет жены в шляпке», 1955; «Портрет отца с книгой», 1968; «Портрет С. М. Михоэлса в роли короля Лира», 1982) и повышенный драматизм больших полотен.
Участник различных выставок с 1949 года. В 1987 году экспонировал свои полотна на Международной выставке «Варшавское гетто», персональные выставки в Москве (1987 и 1992).
В 1996—1997 гг. подарил Пензенской областной картинной галерее им. К. А. Савицкого пятьдесят своих живописных работ.

## Награды
- Орден Отечественной войны I степени,
- Орден Славы III степени,
- медаль «За оборону Сталинграда»,
- медаль «За победу над Германией в Великой Отечественной войне 1941-1945 гг.»,
- медаль «Двадцать лет победы в Великой Отечественной войне 1941-1945 гг.».